# 梁鈜
梁鈜（？—？年），又作梁鋐，字恭先，广东广州府南海縣军籍，明朝政治人物。

## 生平
萬曆三十七年（1609年）己酉科广东中式举人，三十八年（1610年）庚戌科進士。赋性恬淡，不乐簿书，以淑人为己任，告就教职，遂授浙江绍兴府教授，日与诸生敦诗说礼，有不率教者，则召其父告诫之。一年，绍兴逢掖之士咸丕变焉。万历四十年壬子聘分考福建乡试，所拔六人皆名下士。寻丁艰去，服阕，起补户部主事，持筹会计，日无宁晷，上官以鋐有综理才，别司事恒委之，出纳无锱铢之差。奉命催解各饷，日夜劳瘁，遂得心病，解饷至天津，以疾乞归，抵里七日而卒。鋐沉毅狷介，制行端方，言笑不苟，居官恬静寡营，宦游将十载，相从止二仆，布衣疏食，一如诸生时，归箧中惟图书数卷而已。